# Prayon (Unternehmen)
Prayon (früher Prayon-Rupel) ist ein belgisches Chemieunternehmen auf dem Gebiet der Phosphatchemie. Es wird zu gleichen Teilen von der marokkanischen OCP und der Société Régionale d’Investissement de Wallonie gehalten.
Prayon ist mit einem Marktanteil von 50 % der weltgrößte Hersteller von Phosphorsäure. Dabei wird das Central-Prayon-Verfahren verwendet.
Weitere Produkte sind u. a. Natriumdithionit, Ammoniumphosphat, Natriumorthophosphat, Natriumtripolyphosphat, Monokaliumphosphat, Natriumfluorid, Natrium- und Kaliumhexafluorosilicat sowie Monoammoniumphosphat (MAP). Die 50%ige Tochtergesellschaft Silox stellt das Weißpigment Zinkoxid und Schwefeldioxid als Konservierungsmittel her. Zu ihr gehört auch die SNCZ mit Sitz in Bouchain, welch Korrosionsschutzpigmente auf Basis von Zinkphosphat und Strontiumchromat produziert.

## Werke
- Engis, Belgien
- Puurs, Belgien
- Les Roches-de-Condrieu, Frankreich
- Augusta (Georgia), USA
- Emaphos in Jorf Lasfar, Marokko (zusammen mit OCP und Chemische Fabrik Budenheim): 33° 6′ 41,3″ N, 8° 36′ 21,4″ W